# Wesołowo (powiat suwalski)
Wesołowo (lit. Veselavas) – wieś w Polsce położona w województwie podlaskim, w powiecie suwalskim, w gminie Szypliszki.
Północno-zachodnią część Wesołowa stanowi dawniej odręmna wieś Szlązak.
W latach 1975–1998 miejscowość należała administracyjnie do województwa suwalskiego.
Według Pierwszego Powszechnego Spisu Ludności z 1921 roku wieś Wesołowo liczyła 9 domów i 55 mieszkańców (29 kobiet i 26 mężczyzn). Wszyscy mieszkańcy miejscowości zadeklarowali wówczas wyznanie rzymskokatolickie. Jednocześnie większość mieszkańców wsi podała narodowość litewską (31 osób), reszta podała narodowość polską (24 osoby). W okresie dwudziestolecia międzywojennego Wesołowo znajdowało się w gminie Zaboryszki.

## linki zewnętrzne
- Wesołowo 1(1), [w:] Słownik geograficzny Królestwa Polskiego, t. XIII: Warmbrun – Worowo, Warszawa 1893, s. 243.